# Franz Eckstein
Franz Erwin Edgar Eckstein (* 2. April 1878 in Leipzig; † Februar 1945 in Bauerhufen, Pommern) war ein im Stummfilm produktiver, deutscher Filmregisseur.

## Leben
Eckstein, Sohn des Schriftstellers Ernst Eckstein, hatte ein Hochschulstudium absolviert und auch promoviert. Anfang des 20. Jahrhunderts war er als Schriftsteller und Redakteur tätig. 1901 heiratete er die Fleischerstochter Lina Agnes Frieda Bock, welche allerdings 1910 verstarb. Kurz darauf ging er eine Ehe mit der Charlotte Marie Trieloff ein, die bis März 1914 hielt. Seine dritte Ehe schloss er noch im selben Jahr mit der Schauspielerin Rosa Porten. Inmitten des Ersten Weltkriegs begann Eckstein, oftmals in Zusammenarbeit mit seiner Ehefrau, Filmregie zu führen. Anfänglich übernahm Rosa Porten bei diesen teils humoristischen, teils melodramatischen Geschichten die Hauptrolle. 
Nach Kriegsende, als Rosa Porten kaum mehr filmte und sich stattdessen mit dem Verfassen von Drehbüchern beschäftigte, drehte Eckstein auch mit anderen Künstlern. 1924 wagten sich die Autorin Porten und ihr Regisseur an zwei künstlerisch ambitionierte Literaturverfilmungen, für die Eckstein beide Male Asta Nielsen gewinnen konnte: Die Schmetterlingsschlacht (nach Hermann Sudermann) und Hedda Gabler (nach Henrik Ibsen). Mit zwei Filmen beendeten Rosa Porten und ihr Ehemann 1927 ihre Kinotätigkeit und zogen sich in ihr Haus nach Pommern zurück. Dort starb Eckstein im Februar 1945, wenige Wochen vor dem Einmarsch der Sowjetarmee (April 1945). Gegen Ende desselben Jahres wurde die Witwe Ecksteins nach Westdeutschland vertrieben.

## Filmografie
- 1916: Die Wäscher-Resl
- 1917: Die nicht lieben dürfen
- 1917: Die Erzkokette
- 1917: Gräfin Maruschka
- 1917: Der neueste Stern vom Variete
- 1917: Das Opfer der Yella Rogesius
- 1918: Ihr Junge
- 1918: Die Augen der Schwester
- 1918: Der Dieb
- 1918: Erste Liebe
- 1918: Der nicht vom Weibe Gborene
- 1918: Die Film-Kathi
- 1919: Die da sterben, wenn sie lieben (nur Co-Drehbuch)
- 1920: Das Drama von Glassow
- 1920: Die Rächer
- 1920: Themis
- 1921: Durch Liebe erlöst
- 1921: Du bist das Leben
- 1921: Die Hexe
- 1921: Lotte Lore
- 1924: Die Schmetterlingsschlacht
- 1925: Hedda Gabler
- 1927: Das Mädchen aus der Fremde
- 1927: Die Heiratsfalle

## Belege
1. 1 2  Standesamt Steglitz: Heiratsregister. Nr. 136/1914.
2. ↑  Standesamt Berlin III: Heiratsregister. Nr. 79/1901.
3. ↑  Standesamt Berlin XI: Sterberegister. Nr. 783/1910.
4. ↑  Standesamt Wannsee: Heiratsregister. Nr. 10/1914.

| Personendaten    | Personendaten               |
| ---------------- | --------------------------- |
| NAME             | Eckstein, Franz             |
| ALTERNATIVNAMEN  | Eckstein, Franz Erwin Edgar |
| KURZBESCHREIBUNG | deutscher Filmregisseur     |
| GEBURTSDATUM     | 2. April 1878               |
| GEBURTSORT       | Leipzig                     |
| STERBEDATUM      | Februar 1945                |
| STERBEORT        | Bauerhufen, Pommern         |